# Cwmbran
Cwmbran (in gallese: Cwmbrân)  è una città di circa 47.000 abitanti del Galles sud-orientale, facente parte del distretto di contea di Torfaen (contea tradizionale: Monmouthshire; contea cerimoniale: Gwent). È il capoluogo dell'attuale contea del Monmouthshire, pur essendo la città posta al di fuori dei confini di questa contea.

## Geografia fisica
Cwmbran si trova a pochi chilometri a nord di Newport e, quindi, dalla costa che si affaccia sul canale di Bristol.

## Società

### Evoluzione demografica
Al censimento del 2011, Cwmbran contava una popolazione pari a 46.915 abitanti.
La località ha conosciuto un decremento demografico rispetto al 2001, quando contava una popolazione pari a 47.580 abitanti. Il dato è tuttavia tendente al rialzo: la popolazione stimata per il 2016 era pari infatti a 47.055  abitanti, di cui 24.208 erano donne e 22.857 erano uomini.
La popolazione al di sotto dei 18 anni era, seconda la stima del 2016, pari a 9.762 unità, mentre la popolazione di origine straniera, al censimento del 2011, era pari a 1.596 unità, di cui 591 provenienti da Paesi dell'Unione europea (di cui 188 provenienti dalla sola Repubblica d'Irlanda).

## Sport
- Le principali squadre di calcio di Cwmbran sono il Cwmbran Celtic Football Club, club fondato nel 1925[3], e il Cwmbran Town Association Football Club, club fondato nel 1951[4]